# Phare d'Oak Island
Le phare de Oak Island (en anglais : Oak Island Lighthouse), est un phare actif situé près de l'embouchure de la rivière Cape Fear à Caswell Beach dans le Comté de Brunswick en Caroline du Nord.
Il est inscrit au Registre national des lieux historiques depuis le 5 avril 2007 sous le n° 07000293.

## Historique
En mai 1958, le phare de Oak Island remplaça le phare de Cape Fear, une structure à ossature d'acier sur Bald Head Island, qui fut démolie la même année. Celui-ci avait été mis en service en 1903 et constituait alors un remplacement fonctionnel de l'attraction touristique toujours existante et désormais très prisée, le phare de Bald Head (Old Baldy) de 1817. Il se trouve à côté de la Coast Guard Station Oak Island (en), à l'extrémité est de Oak Island. Au cours de la période 1958-1962, le phare de Oak Island était le plus brillant des États-Unis (le phare de Charleston en Caroline du Sud, détient désormais cette distinction).
En février 2002, la station USCG adjacente a pris feu, et le phare n'a pas été endommagé. Reconstruite sur la fondation existante, la station actuelle de la Garde côtière ressemble beaucoup à l’ancienne. L'année suivante, le phare a été désigné comme excédentaire et, en 2004, la ville de Caswell Beach en a pris la propriété, ainsi que des terrains environnants et de la propriété adjacente au bord de l'océan. Une réhabilitation extérieure majeure de la structure a été achevée en 2016 par lInternational Chimney Corporation (la même société qui a déplacé le phare du cap Hatteras. Il est géré par un groupe de citoyens (Friends of Oak Island Lighthouse ).

### Visite
Le parc du phare de Oak Island est ouvert au public toute l’année. Une passerelle menant à la plage offre un bon point de vue pour les photos de la structure, et des pancartes descriptives décrivent en cours de route l’histoire du site et la faune et la végétation qui y résident. L'intérieur du phare est ouvert au grand public, âgé de sept ans ou plus, avec des visites au deuxième niveau à partir du Memorial Day–Labor Day les mercredis et samedis de 10 heures à 14 heures. Il faut monter 131 marches qui, contrairement au modèle circulaire classique, ont des sections droites mais très raides avec huit paliers.

## Description
Le phare   est une tour cylindrique en béton armé avec une galerie et une lanterne de 47 m de haut. Le tiers supérieur de la tour est en béton noir, le tiers central en béton blanc et le tiers inférieur en béton gris bas.
Il émet, à une hauteur focale de 52 m, quatre éclats blancs de 3 secondes toutes les 10 secondes. Sa portée est de 24 milles nautiques (environ 44 km).

## Caractéristiques dufeu maritime
Fréquence : 10 secondes (W)
- Lumière : 0.1 seconde
- Obscurité : 0.9 seconde

Identifiant : ARLHS : USA-558 ; USCG : 2-0810 ; Admiralty : J2470 .

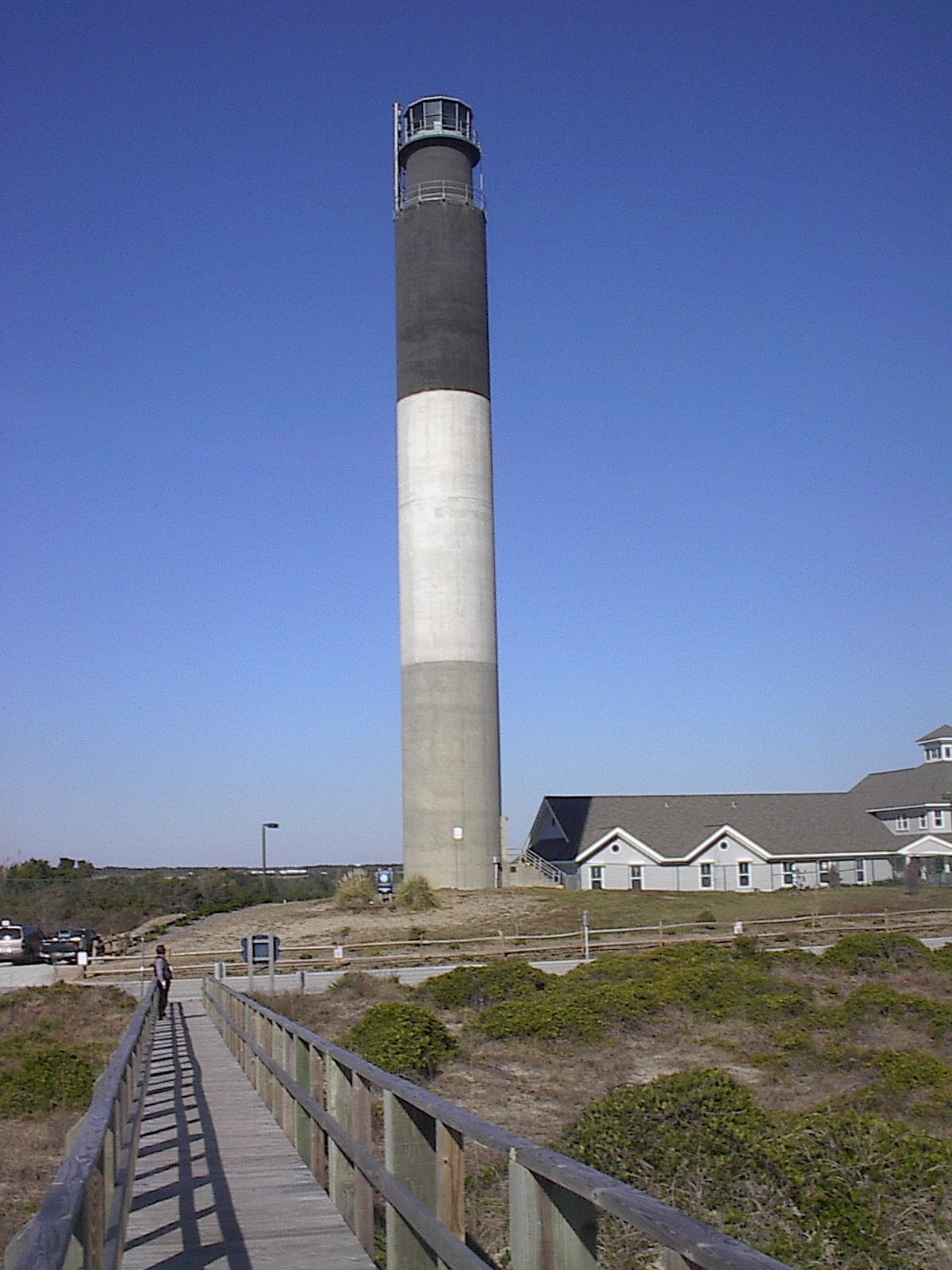
Le phare
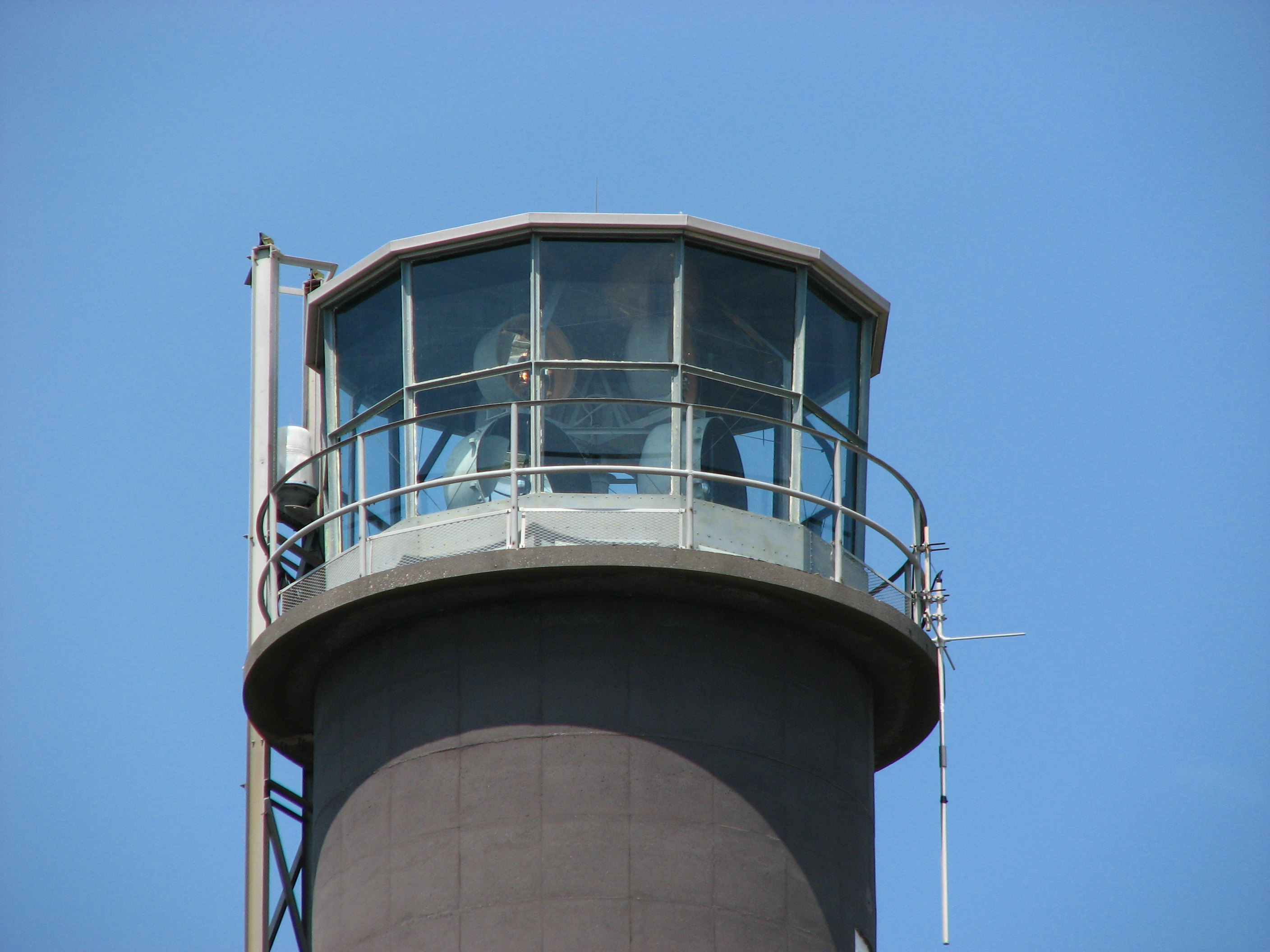
La lanterne
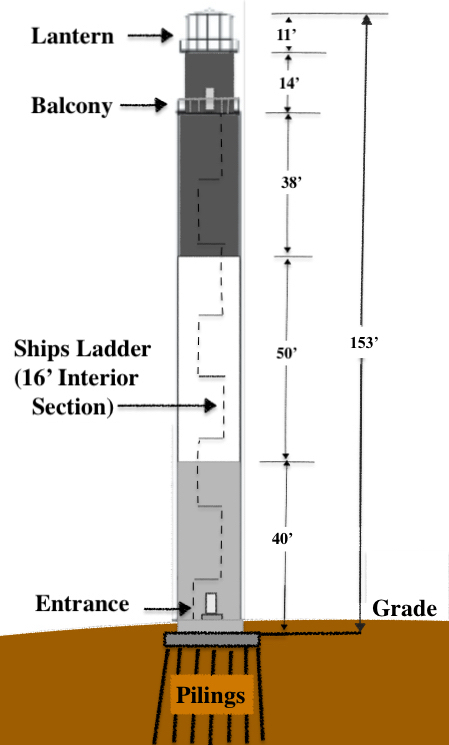
Schéma du phare

### Lien connexe
- Liste des phares en Caroline du Nord